# Хэцзо
Хэцзо́ (кит. упр. 合作, пиньинь Hézuò, тиб. གཙོས་གྲོང་ཁྱེར།, Вайли: gtsos grong khyer) — городской уезд Ганьнань-Тибетского автономного округа провинции Ганьсу (КНР). Название в переводе с китайского означает «сотрудничество». Место пребывания властей Ганнань-Тибетского автономного округа.

## История
При империи Цин в этих местах было построено укрепление Хэйцо (黑措寨); его название в переводе с тибетского означало «город сайгаков».
В 1950 году был образован Специальный район Линься (临夏专区), и эти земли вошли в его состав. В 1953 году был образован Ганьнань-Тибетский автономный район (甘南藏族自治区), и это место было выбрано для размещения его властей; с 1954 года здесь развернулось крупномасштабное строительство. 26 декабря 1955 года постановлением Госсовета КНР Ганьнань-Тибетский автономный район был преобразован в Ганьнань-Тибетский автономный округ. В мае 1956 года было решено назвать посёлок, в котором разместились власти автономного округа, китайским словом Хэцзо, созвучным старому тибетскому названию Хэйцо, но имеющим позитивный смысл «сотрудничество».
Постановлением Госсовета КНР с 1 января 1998 года посёлок Хэцзо был официально преобразован в городской уезд Хэцзо.

## Административное деление
Городской уезд делится на 4 уличных комитета и 6 волостей.